# Tommy february6 (album)
Albums de Tommy february6
Tommy airline*
(2004)
Singles
Tommy february6 est le 1er album studio de Tommy february6 sorti le 6 février 2002 sous le label DefSTAR Records. Il arrive 1er à l'Oricon et reste classé 30 semaines.

## Liste des titres
Tous les arrangements sont de Malibu Convertible et la musique est aussi composée par Malibu Convertible sauf la piste 10 par Bob Crewe et Bob Gaudio.
Toutes les paroles sont écrites par Tommy february6.
| 1.  | T.O.M.M.Y                                                 | 0:48 |
| 2.  | Everyday at the bus stop                                  | 3:47 |
| 3.  | Tommy Feblatte, Macaron. (トミーフェブラッテ、マカロン。) | 4:49 |
| 4.  | Bloomin'!                                                 | 3:40 |
| 5.  | Hey Bad Boy                                               | 4:01 |
| 6.  | ♥Kiss♥ One More Time                                      | 4:09 |
| 7.  | Where Are You? "My Hero"                                  | 3:20 |
| 8.  | Walk Away From You My Babe                                | 3:14 |
| 9.  | Koi wa Nemuranai (恋は眠らない)                           | 3:50 |
| 10. | Can't take my eyes off of you                             | 3:50 |
| 11. | I'll Be Your Angel                                        | 4:45 |
| 12. | ★Candy Pop in Love★                                       | 4:19 |

| 1.  | ♥Kiss♥ One More Time (TV-Spot)         |  |
| 2.  | Bloomin'! (TV-Spot)                    |  |
| 3.  | ♥Kiss♥ One More Time (Karaoke Video)   |  |
| 4.  | Bloomin'! (Karaoke Video)              |  |
| 5.  | ♥Kiss♥ One More Time (Furitsuke Video) |  |
| 6.  | Bloomin'! (Furitsuke Video)            |  |
| 7.  | ♥Kiss♥ One More Time (Making of)       |  |
| 8.  | Bloomin'! (Making of)                  |  |
| 9.  | ♥Kiss♥ One More Time (PV)              |  |
| 10. | Bloomin'! (PV)                         |  |
| 11. | ★Candy Pop in Love★ (PV)               |  |